# America Undercover
America Undercover est une série de documentaires diffusés sur la chaîne de télévision américaine HBO. Dans cette série de documentaires, on retrouve plusieurs « sous-séries » telles que Autopsy, Taxicab Confessions ou encore Cathouse.